# Mexique aux Jeux olympiques d'hiver de 1994
Le Mexique participe aux Jeux olympiques d'hiver de 1994, qui ont lieu à Lillehammer en Norvège. Ce pays, représenté par un athlète, prend part aux Jeux d'hiver pour la cinquième fois de son histoire. Il ne remporte pas de médaille.

## Résultats

### Ski alpin
Homme
| Athlète                | Épreuve  | Final    | Final    | Final    | Final         | Final |
| Athlète                | Épreuve  | Manche 1 | Manche 2 | Manche 3 | Total         | Rang  |
| ---------------------- | -------- | -------- | -------- | -------- | ------------- | ----- |
| Hubertus von Hohenlohe | Descente |          |          |          | 1 min 53 s 37 | 48    |